# آلفردو رافائل سوسا
آلفردو رافائل سوسا (انگلیسی: Alfredo Rafael Sosa؛ زادهٔ ۷ مهٔ ۱۹۸۸) بازیکن فوتبال اهل آرژانتین است.
از باشگاه‌هایی که در آن بازی کرده‌است می‌توان به باشگاه فوتبال دینامو تیرانا، باشگاه فوتبال اسکندربو کورچه، باشگاه فوتبال لاسی، باشگاه فوتبال استودیانتس، و باشگاه فوتبال شریف تیراسپول اشاره کرد.